# Kattresan
Kattresan är en bilderbok för barn av den svenska författaren och konstnären Ivar Arosenius.
Boken utgavs första gången 1909, efter Arosenius död. Den har utkommit i mer än tjugotalet nyupplagor och översatts till flera språk, bland annat finska, japanska och norska.
En samlingsvolym, Kattresan och andra sagor av Arosenius, gavs ut 1978 på Bonniers förlag. Förutom Kattresan ingår i volymen Lillans månresa, Hönsritten och Lillans bilderbok.

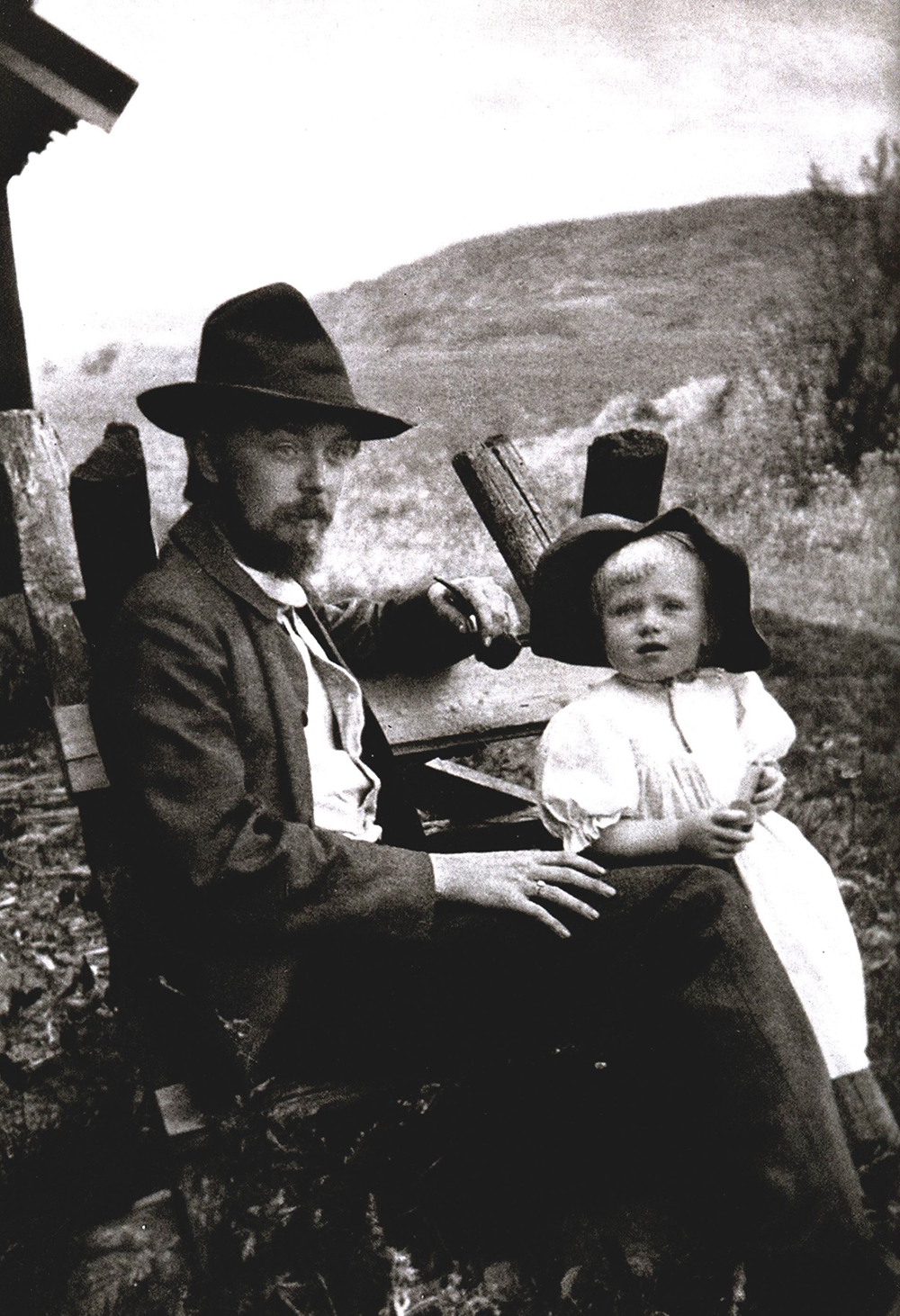
Arosenius med dottern Eva, förebilden till "Lillan" i boken.

Sven-Erik Bäck skrev 1962 ett stycke för barnkör med text från Kattresan, som 1998 iscensattes av Susanne Valentin med flera. Jan Gissberg producerade 1982 en animerad kortfilm som bygger på boken uppläst av Margaretha Krook.